# Navy Island (ö i Jamaica)
Navy Island är en ö i Jamaica.   Den ligger i parishen Parish of Portland, i den östra delen av landet, 40 km nordost om huvudstaden Kingston. Arean är 0,26 kvadratkilometer.
Terrängen på Navy Island är platt. Öns högsta punkt är 33 meter över havet. Den sträcker sig 0,6 kilometer i nord-sydlig riktning, och 0,9 kilometer i öst-västlig riktning.  I omgivningarna runt Navy Island växer i huvudsak städsegrön lövskog.